# Carl Reinhold August Wunderlich

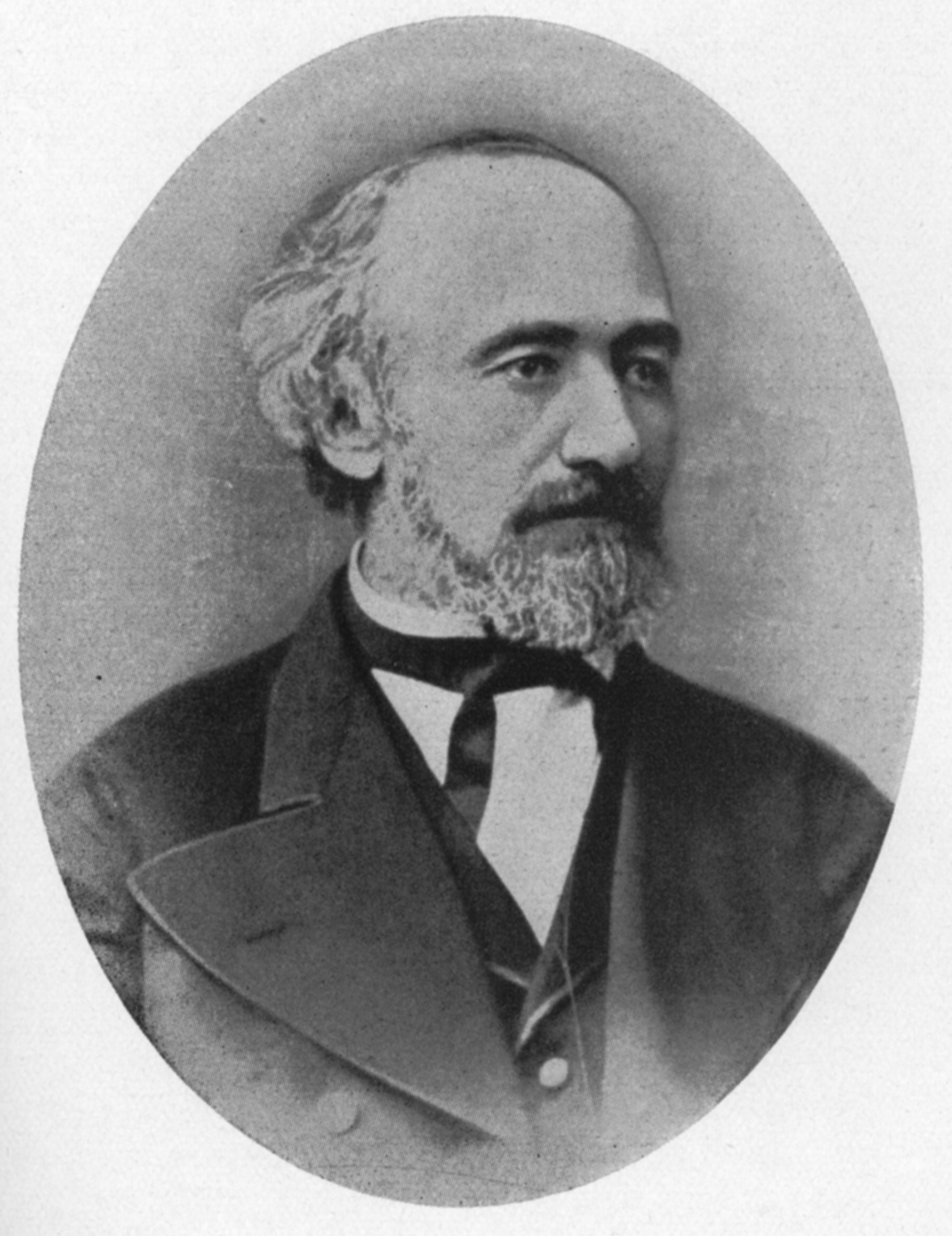
Carl Reinhold August Wunderlich, Foto von Wilhelm Höffert

Carl Reinhold August Wunderlich, auch Karl Wunderlich, (* 4. August 1815 in Sulz am Neckar; † 25. September 1877 in Leipzig) war ein deutscher Internist und Medizinhistoriker. Er war Professor in Tübingen und Leipzig und gilt als Mitbegründer der um 1842 aufgekommenen physiologischen Medizin und der Konstitutionstherapie. 

## Leben
Das Gymnasium besuchte Carl August Wunderlich in Stuttgart; dort begann auch die Freundschaft mit Wilhelm Griesinger und Wilhelm Roser. 1833 nahm er sein Medizinstudium in Tübingen auf und wurde Mitglied des Corps Guestphalia Tübingen. Im Jahre 1837 absolvierte er das Rigorosum und 1838 wurde er an der Universität Tübingen mit der Arbeit Die Nosologie des Typhus. Eine Beleuchtung der wichtigsten Ansichten über dieselbe zum Dr. med. promoviert.
Von 1837 bis 1838 unternahm er eine Lehrreise nach Paris und wurde anschließend Assistent am Katharinen-Hospital in Stuttgart.
1840 erfolgte die Habilitation als Internist in Tübingen. Nach seiner Promotion hielt er sich erneut in Paris auf und hielt danach im Wintersemester 1839/40 Vorlesungen für Militärärzte in Stuttgart. Anschließend hatte er im Herbst 1840 einen Studienaufenthalt in Wien.
Von 1842 bis 1859 gab er zusammen mit Wilhelm Roser und Wilhelm Griesinger das Archiv der physiologischen Heilkunde heraus. Wunderlich und Roser gelten als Begründer der deutschen Richtung der physiologischen Medizin. Von 1840 bis 1843 war Wunderlich Privatdozent für Medizinische Klinik an der Universität Tübingen.
1843 wurde er zum außerordentlichen Professor berufen und avancierte 1846 zum ordentlichen Professor und Direktor der Medizinischen Klinik.
Im Jahre 1850 wechselte er nach Leipzig und wurde dort Ordinarius sowie klinischer Leiter des St. Jacobshospital (Leipzig), der Universitätsklinik. Das alte Jakobshospital war nach Aussage von Thierschs eines der schlimmsten Krankenhäuser, das er gesehen hatte. Hier häuften sich Todesfälle durch Erkrankungen, die wohl durch Krankenhauskeime verursacht wurden. Wunderlich wurde ab 1866 ein maßgeblicher Befürworter einer eigenständigen „Universitäts-Irrenklinik“. Ab 1871 war er in der Kommission der Medizinischen Fakultät für das Bau- und Organisationsprogramm zuständig. Der Aufschwung der Leipziger Medizinischen Fakultät war vor allem verbunden mit dem Wirken Wunderlichs, Ludwigs und Carl Thierschs (1822–1895). Sie erreichten im Zusammenwirken mit dem Leipziger Oberbürgermeister Koch den Bau eines neuen Krankenhauses als Einrichtung für die Stadt und die Universität. 1871 wurde das Städtische Krankenhaus zu St. Jakob in Leipzig eröffnet.
Wunderlich hielt Vorlesungen über „Pathologie und Therapie der Krankheiten des Nervensystems“ sowie über Psychiatrie, in denen er die Auffassungen Wilhelm Griesingers vertrat. Wunderlich war Lehrer unter anderem von Karl Ludwig Kahlbaum und Emil Kraepelin. Neben seiner Lehrtätigkeit betrieb er eine große und anerkannte Privatpraxis. Er engagierte sich für die Etablierung des „Leipziger Klinischen Viertels“ an der Liebigstraße.
Am 25. September 1877 verstarb Wunderlich in Leipzig und wurde im Wunderlichschen Erbbegräbnis in der IV. Abteilung des Neuen Johannisfriedhofs beerdigt.
Wunderlich wurde zu einem der bedeutendsten medizinischen Kliniker und Lehrer des 19. Jahrhunderts, führte in Leipzig den klinischen Unterricht ein, der physiologisch orientiert, diagnostisch methodisch streng und jederzeit überprüfbar sein sollte. Er zeigte sich verantwortlich für die Einführung von empirischen Krankenbeobachtungen wie z. B. für das Fieberthermometer und die Registrierung der Fieberkurve in der Medizin. Anhand der Untersuchung von tausenden Patienten legte er in seinem Werk über die Eigenwärme (s. u.) die Normaltemperatur im menschlichen Körper auf 37 °C fest.
Zu seinen Ehren ist in der Medizinischen Abteilung der Universitätsklinik Heidelberg (Ludolf-Krehl-Klinik) eine der Kardiologischen Stationen nach Wunderlich benannt. Der meist Ludolf von Krehl zugeschriebene Grundsatz der Medizinethik, nicht Krankheiten, sondern Menschen zu behandeln, geht nach Erwin Liek eigentlich auf Wunderlich zurück. Krehl habe den Grundsatz nur spezieller formuliert und gesagt, der Arzt habe kranke Persönlichkeiten zu behandeln.

## Schriften (Auswahl)
- Wien und Paris. Ein Beitrag zur Geschichte und Beurtheilung der gegenwärtigen Heilkunde in Deutschland und Frankreich. Verlag: Ebner & Seubert, Stuttgart, 1841.
- mit Wilhelm Roser: Über die Mängel der heutigen deutschen Medicin und über die Nothwendigkeit einer entschieden wissenschaftlichen Richtung in derselben. In: Archiv für physiologische Heilkunde. Band 1, 1842, S. I–XXX.
- als Hrsg. mit Wilhelm Roser: Archiv für physiologische Heilkunde. 1842 ff.
- Versuch einer pathologischen Physiologie des Blutes. Verlag: Ebner & Seubert, Stuttgart 1845
- Handbuch der Pathologie und Therapie. Ebner & Seubert, Stuttgart 1849–1852.
  - Erster Band. Zweite Auflage. Verlag: Ebner & Seubert, Stuttgart 1852
  - Zweiter Band. Zweite Auflage. Verlag: Ebner & Seubert, Stuttgart 1853
  - Dritter Band. Zweite Auflage. Verlag: Ebner & Seubert, Stuttgart 1854
  - Vierter Band.  Zweite Auflage. Verlag: Ebner & Seubert, Stuttgart 1856
- Geschichte der Medicin: Vorlesungen, gehalten zu Leipzig im Sommersemester 1858. Verlag: Ebner & Seubert, Stuttgart 1859
- Das Verhalten der Eigenwärme in Krankheiten. Zweite Auflage. Verlag von  Otto Wigand, Leipzig  1870, Erstdruck Leipzig 1868.
- Cholera-Regulativ: den Sanitätsbehörden, den Aerzten und dem Publikum vorgelegt. Mit Wilhelm Griesinger und Max von Pettenkofer. Zweite Auflage. Verlag: Oldenbourg, München 1867
- Die Diagnose des Flecktyphus. Verlag: Breitkopf & Härtel, Leipzig 1871